# Eline Powell
Eline Powell (12 de abril de 1990) es una actriz belga.

## Primeros años y educación
Powell nació en Lovaina el 12 de abril de 1990. Tiene un hermano. Cuando estaba en la secundaria participó en clases de teatro. Luego, se graduó en el Royal Academy of Dramatic Arts, en 2011, con BA en grado de actuación, con habilidades especiales en ballet, hip hop, flamenco, canto y violín.

## Carrera
Ella inició su carrera haciendo cortometrajes como For Elise interpretando a Mila, luego apareció en pequeños papeles en cine tales como Quartet, Novitiate y King Arthur: Legend of the Sword ambas de 2017.
En 2014, obtuvo el papel principal en la película italiana de drama Anita B como Anita dirigida por Roberto Faenza. Luego en 2016, apareció en Game of Thrones como Bianca.
Powell fue elegida para protagonizar la próxima serie de Freeform Siren interpretando a Ryn, una sirena en busca de venganza.

## Filmografía
| Cine       | Cine                             | Cine            | Cine            |
| Año        | Film                             | Rol             | Notas           |
| ---------- | -------------------------------- | --------------- | --------------- |
| 2011       | For Elise                        | Mila            |                 |
| 2012       | Quartet                          | Angelique       |                 |
| 2012       | Private Peaceful                 | Anna            |                 |
| 2014       | Anita B.                         | Anita           |                 |
| 2016       | Stoner Express                   | Desiree         |                 |
| 2017       | Novitiate                        | Hermana Candace |                 |
| 2017       | King Arthur: Legend of the Sword | Sirena 2        |                 |
| Televisión |                                  |                 |                 |
| Año        | Título                           | Rol             | Notas           |
| 2012       | The Fear                         | Lule            | 1 episodio      |
| 2016       | Game of Thrones                  | Bianca          | 2 episodios     |
| 2018–2020  | Siren                            | Ryn             | Papel principal |